# 蔵本治孝
蔵本 治孝（くらもと はるたか、1995年5月16日 - ）は、兵庫県伊丹市出身のプロ野球選手（投手）。右投右打。

## 経歴

### プロ入り前
神戸国際大附高時代は、チームとしても甲子園出場はなく、外野手登録であった自身も右肘の怪我もあり3年間ベンチ外であった。
練習に参加した際に熱心に勧誘された縁から岡山商科大学に進学し、中国地区大学野球連盟に加盟する硬式野球部で野球を続ける。中学以来となる投手に転向。2年次の秋季リーグ終了後にトミー・ジョン手術（側副靱帯再建術）を受ける。同期の近藤弘樹に次ぐ2番手投手として活躍。第66回全日本大学野球選手権大会2回戦の和歌山大学戦で先発登板する。
2017年10月26日、プロ野球ドラフト会議で東京ヤクルトスワローズから3位指名を受け、11月20日に契約金5000万円、年俸800万円で入団に合意した（金額は推定）。背番号は22。担当スカウトは岡林洋一。

### プロ入り後
2018年シーズンは一軍での登板はなし。オフにみやざきフェニックス・リーグに参加。
2019年シーズンは6月21日にプロ初登板。この年のオフには、背番号を99に変更した。
2020年シーズンは一軍での登板はなし。二軍では17試合に登板し、防御率4.02だった。
2021年シーズン途中からサイドスロー気味のフォームに転向した。非公式試合のエキシビションマッチでは一軍登板機会を得たものの、一軍公式戦へは2年連続で登板なしに終わった。二軍では12試合に登板し、防御率3.75だった。10月6日、球団より戦力外通告を受けた。同月25日に現役引退を発表した。

### 現役引退後
2024年時点では、ピエンサベースボールアカデミーのコーチを務めていた。

### 現役復帰
2025年2月1日、関西独立リーグ（さわかみ関西独立リーグ）の兵庫ブレイバーズが、特別合格選手として蔵本の入団を発表した。現役復帰は4年ぶりとなる。

## プレースタイル
コンパクトなフォームから投げ込むスピンの利いた最速151km/hのストレートが武器。フォーク・チェンジアップの決め球も持ち合わせる。

## 人物
外見から、入団後に同期からゆるキャラのくまモンをもじって「くらモン」のニックネームがつけられた。
甘党であり、大学時代では試合のない週に1人で洋菓子店に行くこともあった。

## 詳細情報

### 年度別投手成績
| 年 度     | 球 団     | 登 板 | 先 発 | 完 投 | 完 封 | 無 四 球 | 勝 利 | 敗 戦 | セ 丨 ブ | ホ 丨 ル ド | 勝 率 | 打 者 | 投 球 回 | 被 安 打 | 被 本 塁 打 | 与 四 球 | 敬 遠 | 与 死 球 | 奪 三 振 | 暴 投 | ボ 丨 ク | 失 点 | 自 責 点 | 防 御 率 | W H I P |
| --------- | --------- | ----- | ----- | ----- | ----- | -------- | ----- | ----- | -------- | ----------- | ----- | ----- | -------- | -------- | ----------- | -------- | ----- | -------- | -------- | ----- | -------- | ----- | -------- | -------- | ------- |
| 2019      | ヤクルト  | 8     | 0     | 0     | 0     | 0        | 0     | 0     | 0        | 0           | ----  | 63    | 12.2     | 26       | 3           | 3        | 0     | 1        | 9        | 0     | 0        | 13    | 13       | 9.24     | 2.29    |
| 通算：1年 | 通算：1年 | 8     | 0     | 0     | 0     | 0        | 0     | 0     | 0        | 0           | ----  | 63    | 12.2     | 26       | 3           | 3        | 0     | 1        | 9        | 0     | 0        | 13    | 13       | 9.24     | 2.29    |

- 2021年度シーズン終了時

### 年度別守備成績
| 年 度 | 球 団    | 投手  | 投手  | 投手  | 投手  | 投手  | 投手     |
| 年 度 | 球 団    | 試 合 | 刺 殺 | 補 殺 | 失 策 | 併 殺 | 守 備 率 |
| ----- | -------- | ----- | ----- | ----- | ----- | ----- | -------- |
| 2019  | ヤクルト | 8     | 0     | 1     | 0     | 0     | 1.000    |
| 通算  | 通算     | 8     | 0     | 1     | 0     | 0     | 1.000    |

- 2021年度シーズン終了時

### 記録
初記録
- 初登板：2019年6月21日、対千葉ロッテマリーンズ1回戦（明治神宮野球場）、5回表二死から3番手で救援登板、2回1/3を1失点
- 初奪三振：同上、7回表に二木康太から見逃し三振

### 背番号
- 22（2018年[6] - 2019年、2025年 - ）
- 99（2020年[9] - 2021年）

### 登場曲
- 「Around The World」MONKEY MAJIK（2019年 - ）